# Riccardo di Saint-Vanne
Riccardo di Saint-Vanne (intorno al 970 – Bantheville, 14 giugno 1046) è stato un religioso francese beato della chiesa cattolica, monaco benedettino, abate di Saint-Vanne di Verdun e dell'abbazia di Lobbes dal 1020 al 1033.

## Biografia
Originario di Reims, probabilmente studiò presso la scuola della cattedrale. Divenuto canonico e decano del capitolo della stessa cattedrale, rinunciò ai suoi privilegi per divenire monaco benedettino presso l'abbazia di Saint-Vanne, di cui diventò abate all'età di 42 anni.
Amico personale di Odilone di Cluny, fu animato dallo stesso spirito di riforma monastica che contribuì ad introdurre in diversi monasteri. Fu consiglierei dell'imperatore Enrico II al quale, si dice, abbia dato l'abito monastico. Contribuì, inoltre, efficacemente a far rispettare nella sua regione la "tregua di Dio".